# James Gatti
James Gatti (ur. 1 listopada 1986 w Perth) – australijski wioślarz.

## Osiągnięcia
- Mistrzostwa Świata – Gifu 2005 – czwórka bez sternika – 9. miejsce[1].
- Mistrzostwa Świata – Eton 2006 – czwórka podwójna – 9. miejsce[1].
- Mistrzostwa Świata – Monachium 2007 – czwórka podwójna – 10. miejsce[1].